# Marstrand
Marstrand is een kustplaats in Bohuslän in het westen van Zweden. De plaats heeft stadsrechten sinds 1200. De stad ligt in de gemeente Kungälv en heeft 1432 inwoners (waarmee het de kleinste stad van Bohuslän is) en een oppervlakte van 88 hectare.
Marstrand had in de laatste 25 jaar van de 18e eeuw een status als vrijhaven, gegarandeerd door koning Gustaaf III van Zweden. In de zomer is Marstrand een populaire plaats om te zeilen. De zeilwedstrijden van de Zweedse match cup worden in Marstrand gehouden.
Marstrand heeft een 17e-eeuws fort Carlsten, genoemd naar de Koning Carl X Gustav.
De roman "Herr Arnes penningar" van Selma Lagerlöf speelt zich af in Marstrand. 

## Verkeer en vervoer
Bij de plaats loopt de Länsväg 168. Vanuit Marstrand gaat er enkele veerboten.

## Voetnoten
1. ↑  (sv)  Tätort (17-02-2006). Zweeds Bureau voor Statistiek. Tätorter 2005. Bezocht op 13 april 2009.